# Ciclofilina
Ciclofilina, abreviado como Cyp, hace referencia en bioquímica a aquellas proteínas que unen a ciclosporinas (un tipo de  inmunosupresores) y que poseen una actividad enzimática de tipo peptidilprolil isomerasa. Es decir: las ciclofilinas isomerizan los enlaces peptídicos desde el estado trans al cis, lo que facilita el plegamiento de proteínas y, por ello, la consecución de su estructura.
- Ciclofilina A. La Ciclofilina A es una enzima presente en el citosol con estructura de barril beta con dos alfa hélices y una beta lámina. Esta ciclofilina, unida a la ciclosporina A, inhibe a la fosfatasa dependiente de calcio/calmodulina, calcineurina.[1]

- Ciclofilina D. La ciclofilina D, situada en la mitocondria, puede interaccionar con ANT y modular la Transición de la permeabilidad mitocondrial, ya que en presencia de Ciclosporina A, la Ciclofilina D no actúa y se impide la apertura del PTPm.[2] Además, recientemente se describió que la actividad de Ciclofilina D puede ser modulada por una desacetilasa mitocondrial, SIRT3.[3]